# NVIDIA NF200
NF200全稱nForce 200，是NVIDIA公司隨nForce 780系列晶片組推出的一款适用于PCI-E 2.0平台的桥接芯片。，其規格與BR04基本相同，但他擁有顯示核心直連通道與Broadcast系統，具有PCI-E通道拆分、整合與擴充能力。NF200可用於主機板與顯示卡中，如GeForce GTX 295、華碩的P6T7 WS SuperComputer、EVGA的X58 SLI Classified、微星的BigBang Trinergy等產品。

## 產品介紹
NF200擁有48條PCI-E通道，其中32條用於連接顯示核心，每個核心獨享16條；另外16條用於連接主機板晶片組中的PCI-E匯流排，其頻寬上下行均為8GB/s（等效16GB/s）。